# Cantón de Blangy-le-Château
El cantón de Blangy-le-Château era una división administrativa francesa, que estaba situada en el departamento de Calvados y la región de Baja Normandía.

## Composición
El cantón estaba formado por quince comunas:
- Blangy-le-Château
- Bonneville-la-Louvet
- Coquainvilliers
- Fierville-les-Parcs
- Le Breuil-en-Auge
- Le Brévedent
- Le Faulq
- Le Mesnil-sur-Blangy
- Les Authieux-sur-Calonne
- Le Torquesne
- Manerbe
- Manneville-la-Pipard
- Norolles
- Saint-André-d'Hébertot
- Saint-Philbert-des-Champs

## Supresión del cantón de Blangy-le-Château
En aplicación del Decreto nº 2014-160 de 17 de febrero de 2014, el cantón de Blangy-le-Château fue suprimido el 22 de marzo de 2015 y sus 15 comunas pasaron a formar parte; catorce del nuevo cantón de Pont-l'Évêque y una del nuevo cantón de Mézidon-Canon.